# Harrisville (Wirginia Zachodnia)
Harrisville – miasto w Stanach Zjednoczonych, w stanie Wirginia Zachodnia, w hrabstwie Ritchie.